# Middeleeuwse schepen

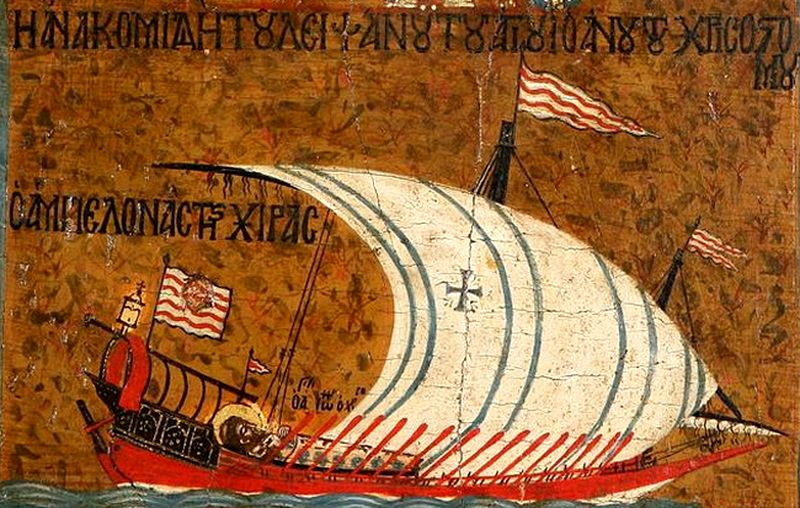
Een Byzantijnse dromon, van een 10e-eeuws fresco.

Zelfs in de oudste geschreven bronnen uit de Middeleeuwen worden schepen genoemd, zoals de scapha, vermeld voor de vaart op Galicië, en de barca, een Gallisch vaartuig. Deze schepen bestonden nog in de Karolingische tijd en voeren misschien wel tegelijk met de Byzantijnse dromons die de Karolingers in de Middellandse Zee in de vaart hadden. Tijdens de regering van Karel de Grote werden talrijke schepen gebouwd om weerstand te kunnen bieden aan de toenemende invallen van de Noormannen. Werven waren onder meer gevestigd te Gent en te Boulogne. Hoe de schepen uit deze periode eruit zagen, is niet goed bekend. In een reisbeschrijving van St. Anscharius uit 826 wordt vermeld dat een Fries schip voor en achter een kajuit had en een laadruimte in het midden van het schip. Deze omschrijving wordt bevestigd door de vondst van het Utrechtse schip.

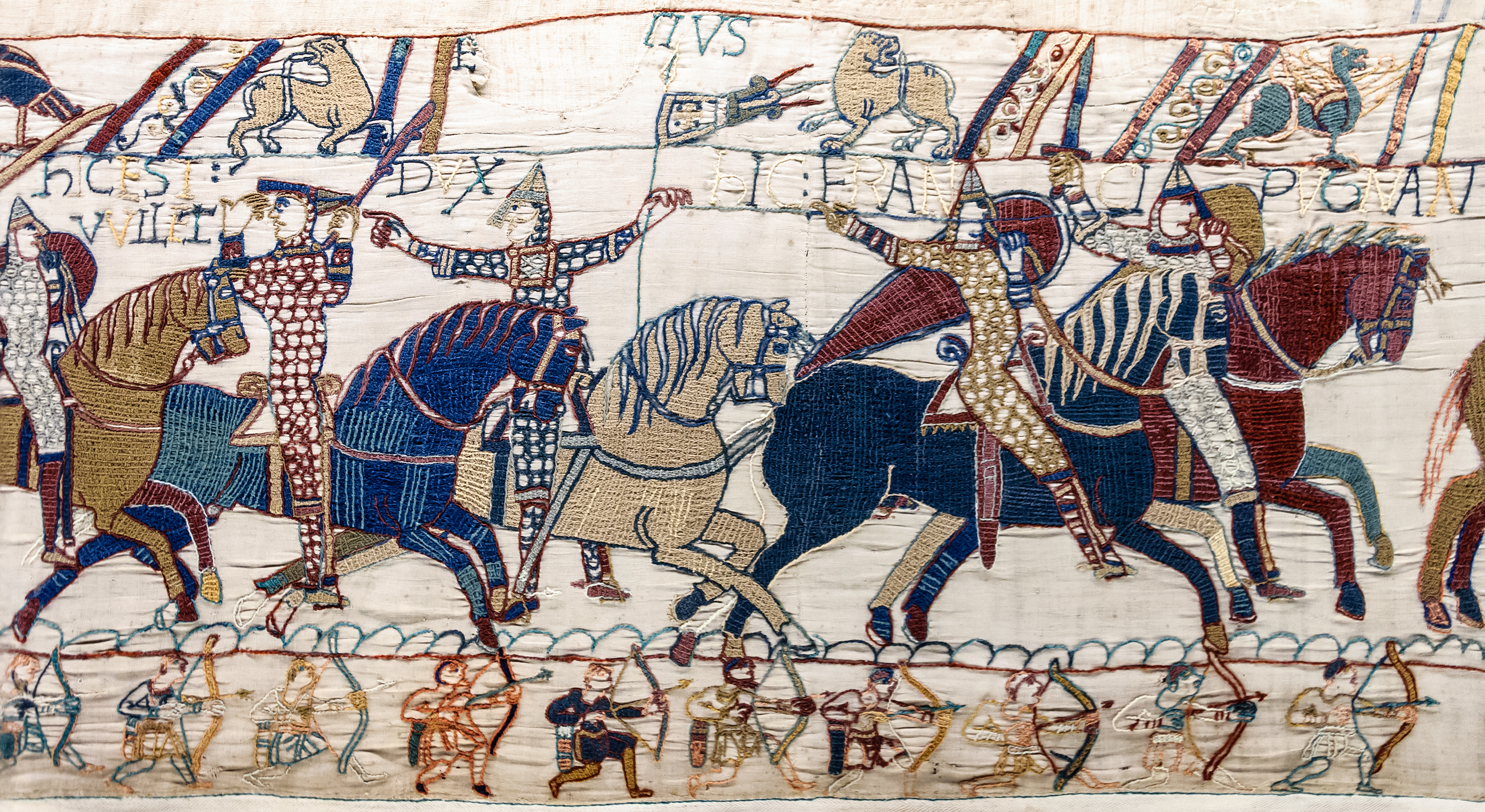
Deel van het tapijt van Bayeux

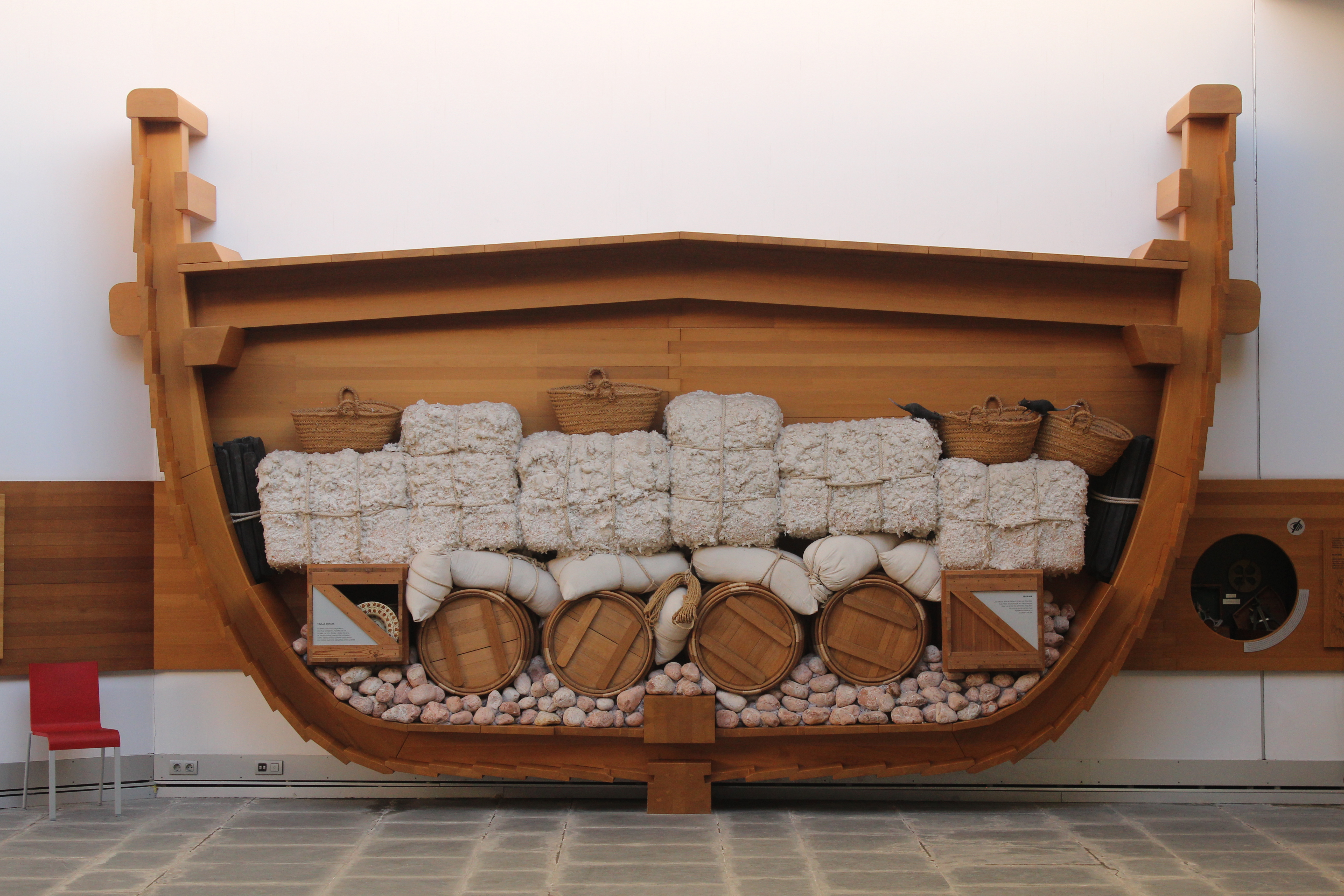
Replica op ware grootte van de doorsnede van een middeleeuws schip.

De vroegste afbeelding van een middeleeuws schip vinden we waarschijnlijk op het tapijt van Bayeux (1082) dat de invasie van Engeland door Willem de Veroveraar (1066) uitbeeldt. Het betreft het schip waarmee de Engelse graaf Harald naar Wales zou varen, maar dat door een storm in Normandië terechtkwam. Aan het boord is te zien dat er voor en achter een dek geweest moet zijn, waaronder de kajuiten lagen, terwijl er midscheeps een ruim was waar de mast stond. Het was kennelijk een koopvaardijschip, wat te zien is aan bijzonderheden als het ontbreken van roeipoorten in het boord en het kleine aantal roeiers, die enkel op voor- en achterschip zitten maar niet midscheeps. Ook stevenversieringen ontbreken. Onder deze schepen treft men echter verschillende typen aan, wat er misschien op wijst dat men voor de invasievloot alle mogelijke schepen die maar enigszins voor de onderneming geschikt waren bij elkaar gehaald heeft. Zo zijn sommige van de met paarden geladen schepen kennelijk roei-oorlogsschepen en geen vrachtvaarders. Daarnaast is een ervan mogelijk een koopvaardijschip, die wel met dierenkoppen op de voorsteven was versierd, maar zonder roeipoorten. Men ziet ook schepen met roeipoorten maar zonder stevenversiering, althans niet aangebracht. Wel is het gat in de stevens waar men deze versieringen behoort in te steken duidelijk te zien.

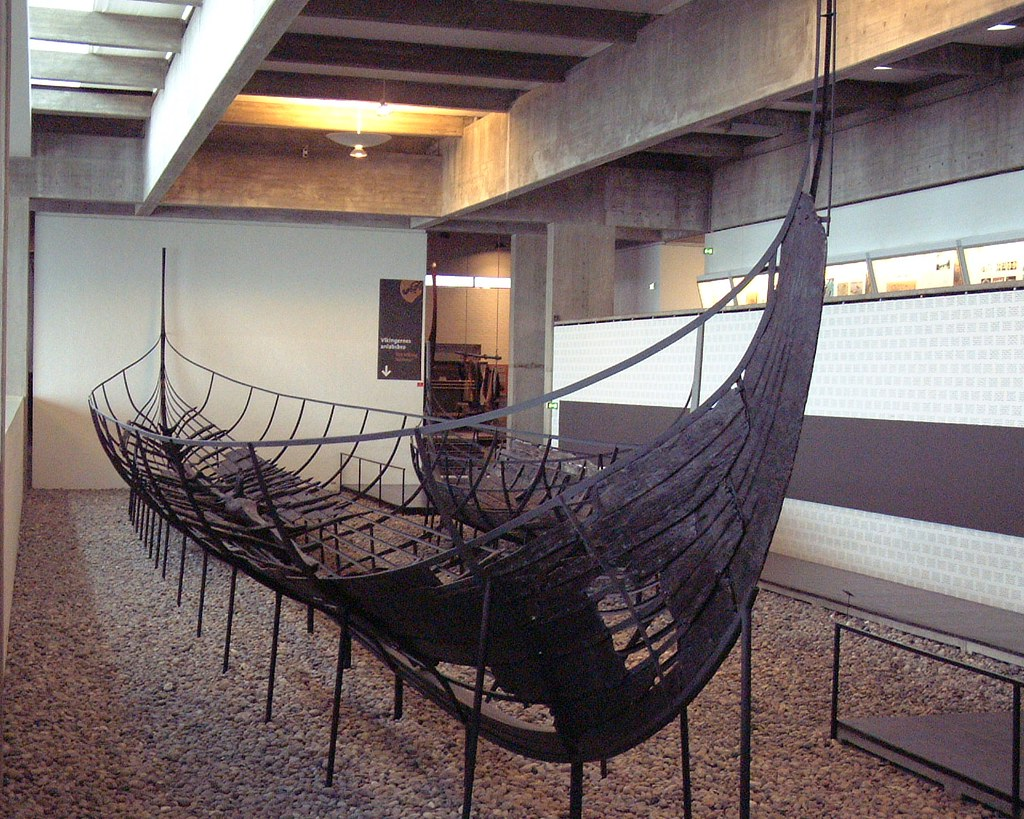
Skuldelevschip

Denemarken

Aan deze vrachtschepen valt tevens op te merken dat er voor en achter een dek geweest moet zijn en midscheeps een ruim waar de paarden stonden. Hoewel men over het algemeen deze middeleeuwse iconografie zeer kritisch moet benaderen, worden sommige afbeeldingen toch door andere bronnen bevestigd, in dit geval door een van de Skuldelevschepen die in de Roskildefjord werden gevonden en die nu weer in het Vikingmuseum te Roskilde (Denemarken) worden opgebouwd. Onder de vijf opgehaalde schepen bevindt zich een knarr, een vrachtschip van omstreeks het jaar 1000. De constructie van dit schip was berekend op een groter draagvermogen en verzekerde een grotere stijfheid, waardoor het tegen zwaardere golfslag bestand was. De overnaadse huid was op de spanten gespijkerd, in tegenstelling tot bij oorlogsschepen, waar de spanten aan de huid genaaid werden. In voor- en achterschip bedroeg de afstand tussen de spanten 1 meter, maar in het ruim stonden deze spanten dichter bij elkaar en was de afstand ongeveer 0,5 meter. Wat reeds uit beschrijvingen naar voren komt, wordt bevestigd door bodemvondsten, namelijk dat de verhouding van lengte en breedte varieert van 2,3:1 tot 4,9:1. Versieringen met dierenkoppen of andere ornamenten kwamen niet voor.
Oorlogsschepen waren anders opgezet en ingericht. Hier was de lengte-wijdteverhouding veel groter, namelijk 4,5:1 tot 7,2:1, zodat deze schepen door hun grotere lengte aanmerkelijk slanker waren. Toch kan men niet stellen dat deze vaartuigen gevechtsschepen waren die actief als wapen gebruikt werden. In feite waren het vrachtschepen, maar dan bedoeld voor het vervoer van krijgslieden die tevens de roeiers waren. Riemen waren dus het eerste voortstuwingsmiddel. Afhankelijk van de beschikbare roeiers kon het aantal riemen zo hoog worden opgevoerd als er ruimte was om te roeien. Het zeil kwam pas als tweede voortstuwer in aanmerking, en dan vooral op grotere afstanden en buiten gevechtsacties. Met riemen kon men echter sneller en beter manoeuvreren dan onder zeil. De schepen waren naar de vorm aangepast aan de roeifunctie en hadden daarom minder zeeg, zodat de langs het boord gezeten roeiers zoveel mogelijk op gelijke hoogte boven de waterspiegel zaten. In het boord waren van voor tot achter roeipoorten aangebracht. De onderlinge afstand van deze poorten bedroeg ongeveer 1 meter, de ruimte die nodig was om behoorlijk te kunnen roeien. Plaats en tussenruimten van de spanten waren afhankelijk van die van de roeipoorten. De spanten stonden zodanig tussen de roeipoorten dat hun onderlinge afstand eveneens ongeveer 1 meter bedroeg. Dit had tot gevolgd dat men een lichter gebouwd schip kreeg, wat de roeisnelheid bevorderde. Bovendien werd lichter spantwerk gebruikt. Aanvankelijk voerden deze oorlogsschepen helemaal geen zeilen, maar gaandeweg kwam het zeilen toch aan bod en werden de schepen van een tuigage voorzien, die echter duidelijk een secundaire functie had. Zo was op oorlogsschepen de mast gemakkelijk te strijken en het langsscheepse mastspoor was daar helemaal op ingericht, in tegenstelling tot koopvaardijschepen waar de mast in een vaste vissing zat. Omstreeks 800 moet het tuig tot een vast onderdeel van oorlogsschepen geworden zijn.

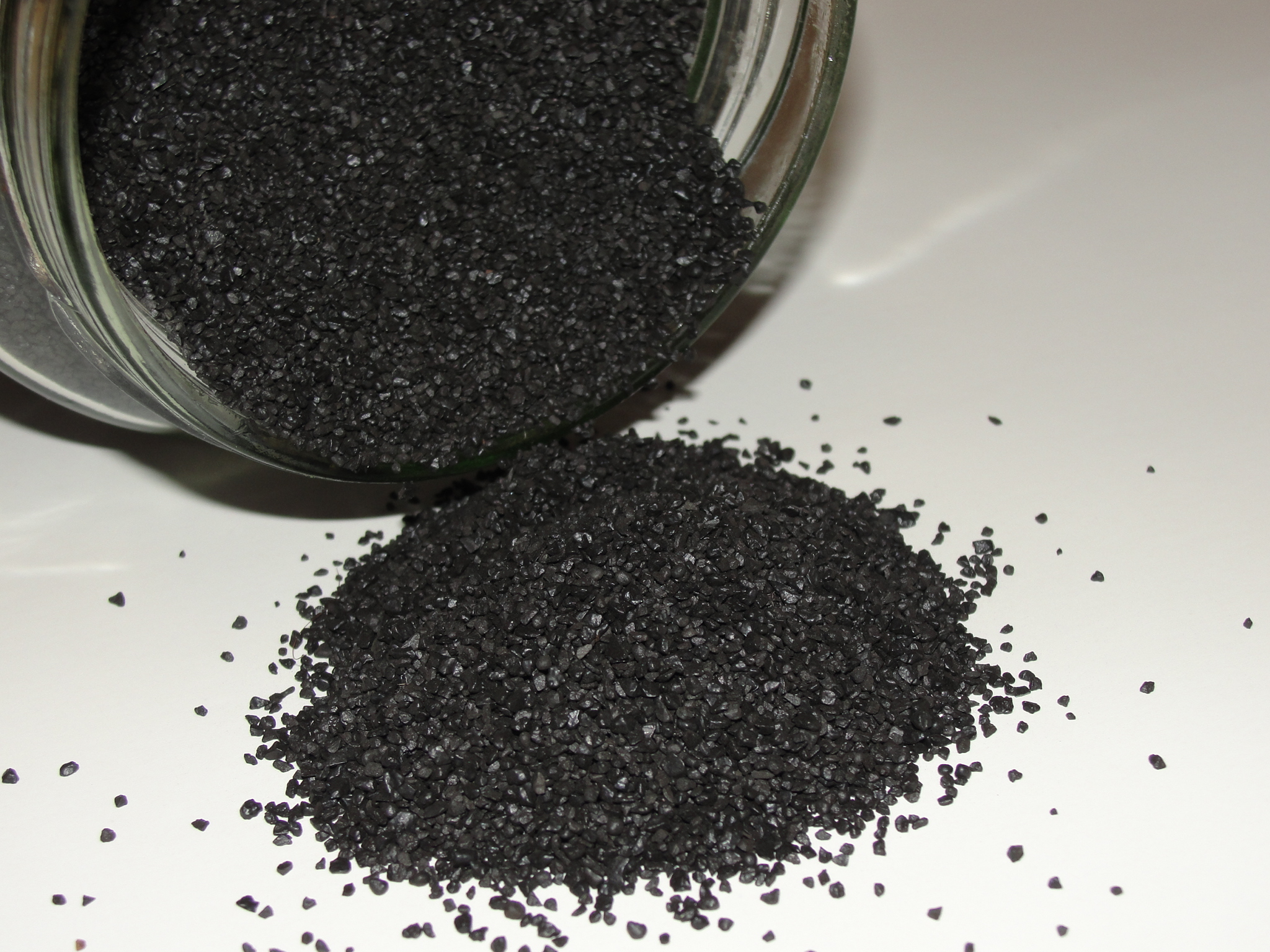
Buskruit.

In de loop der eeuwen namen de schepen voortdurend in afmeting toe en evolueerden zij in vorm en bouwwijze als gevolg van onderlinge beïnvloeding. Andere factoren speelden eveneens een rol, zoals de uitvinding van het stevenroer dat een betere besturing van grotere schepen mogelijk maakte. De uitvinding van het buskruit en het gebruik van geschut aan boord van schepen had tot gevolg dat deze daaraan werden aangepast. Aanvankelijk speelde het in gebruik nemen van klein geschut nauwelijks een rol, maar stilaan moest men toch schikkingen gaan treffen om het toenemende belang van dit nieuwe wapen op te vangen. Behalve voor de zware stukken zelf, had men ook meer ruimte nodig voor de ammunitie, de kanonniers en de groter hoeveelheid leeftocht. De invoering van het kompas en de betere kennis van de zee werkten de vergroting van schepen onrechtstreeks in de hand. Men ging langere reizen ondernemen, waarvoor men grotere schepen ging bouwen.